# Nemoura hamata
Nemoura hamata är en bäcksländeart som beskrevs av Kis 1965. Nemoura hamata ingår i släktet Nemoura och familjen kryssbäcksländor. Inga underarter finns listade i Catalogue of Life.